# Goncharov (meme)

Bức ảnh và bình luận được cho là nguồn gốc của meme Goncharov.

Goncharov là một meme internet xoay quanh một bộ phim xã hội đen hư cấu cùng tên năm 1973. Goncharov được người dùng trên Tumblr chế ra như một trò đùa, thường với khẩu hiệu "The greatest mafia movie ever made." ("Bộ phim về mafia vĩ đại nhất từng được thực hiện.") Nó thường được mô tả là một bộ phim mafia lấy bối cảnh ở Napoli, với sự tham gia của Martin Scorsese. Những người thảo luận về bộ phim đã nghĩ ra một dàn diễn viên hư cấu cho bộ phim bao gồm Robert De Niro, Al Pacino, John Cazale, Gene Hackman, Cybill Shepherd và Harvey Keitel.
Goncharov bắt nguồn khi một người dùng trên Tumblr đăng một bức ảnh về một đôi ủng có các chi tiết gợi ý về sự tồn tại của bộ phim ở vị trí của nhãn hiệu. Bài đăng này đã được đăng lại vào tháng 8 năm 2020 với lời ám chỉ bông đùa rằng Goncharov là một bộ phim có thật; đây thường được coi là nguồn gốc của meme. Meme đã lan truyền vào tháng 11 năm 2022, sau khi một tấm áp phích cho Goncharov được tạo và chia sẻ trực tuyến. Điều này đã châm ngòi cho một viễn tưởng phức tạp về nội dung tường thuật và quá trình sản xuất của nó, được mô tả trong các bài đăng trên Tumblr và các nơi khác như thể bộ phim là có thật. Goncharov đã truyền cảm hứng cho một cộng đồng người hâm mộ, được các phương tiện truyền thông đưa tin đáng kể và có nhiều phản hồi từ những cá nhân đáng chú ý, bao gồm cả Scorsese.

## Cốt truyện và lịch sử sản xuất hư cấu
Mặc dù nhiều chi tiết không nhất quán do tính chất hợp tác trong khái niệm của nó, nhưng Goncharov thường được mô tả là một bộ phim về mafia được sản xuất vào năm 1973. Lấy bối cảnh ở Napoli sau khi Liên Xô tan rã, phim được cho là có sự tham gia của Robert De Niro trong vai nhân vật chính, Lo Straniero, còn được gọi là Goncharov, một sát thủ người Nga và là cựu quản lý vũ trường. Câu chuyện bao gồm một tình tiết phụ về mối tình tay ba bao gồm Goncharov, vợ của anh, Katya (được cho là do Cybill Shepherd thể hiện trong dàn diễn viên hư cấu của phim), và nhân vật Andrey (Harvey Keitel), người có mối quan hệ được mô tả là có gợi dục đồng tính với Goncharov. Tương tự như vậy, Katya bỏ trốn khỏi Goncharov để tham gia vào một mối quan hệ lãng mạn với một người phụ nữ tên là Sofia (Sophia Loren); Goncharov/Andrey và Katya/Sofia là hai ship nổi trong cộng đồng người hâm mộ của Goncharov. Một nhân vật nổi bật khác là Joseph "Ice Pick Joe" Morelli (John Cazale), một sát thủ tâm thần khét tiếng với vũ khí giết người đặc trưng là chiếc cuốc băng, tình tiết phụ của anh trong Goncharov được cho là có chủ đề về bệnh tâm thần và sang chấn thời thơ ấu. Câu chuyện cũng có mô típ về đồng hồ lặp lại thường xuyên.
Trong câu chuyện siêu hư cấu về sự tồn tại của bộ phim, nhiều người tưởng tượng rằng nó đã có quá trình sản xuất gặp khó khăn và cuối cùng không bao giờ được phát hành một cách thích hợp, do đó trở thành một bộ phim bị thất lạc. Điều này phục vụ như một lời giải thích cho việc nó ít được biết đến.

### Dàn diễn viên và nhân viên hư cấu
| - Robert De Niro trong vai Lo Straniero/Goncharov - Cybill Shepherd trong vai Katya Michailov Goncharova - Harvey Keitel trong vai Andrey (hoặc Andrei) "The Banker" Daddano - Gene Hackman trong vai Valery Michailov - John Cazale trong vai Joseph "Ice Pick Joe" Morelli - Sophia Loren trong vai Sofia - Al Pacino trong vai Mario Ambrosini - Lynda Carter trong vai Dancer #2 | - Martin Scorsese, nhà sản xuất hoặc đạo diễn (tranh chấp) - Matteo JWHJ0715, biên kịch hoặc đạo diễn (tranh chấp) - Domenico Procacci, nhà sản xuất - Roy Walker, nhà thiết kế bối cảnh - Michael Kaplan, nhà thiết kế trang phục |